# Бобов дол (община)
Община Бобов дол е разположена в Западна България и е една от съставните общини на област Кюстендил.

## География

### Географско положение, граници, големина
Общината е разположена в северната част на Област Кюстендил. С площта си от 206,188 km2 заема 6-о място сред 9-те общините на областта, което съставлява 6,76% от територията на областта. Границите ѝ са следните:
- на изток и югоизток – община Дупница;
- на юг – община Бобошево;
- на югозапад – община Невестино;
- на запад – община Кюстендил;
- на север – община Радомир, Област Перник.

### Природни ресурси

#### Релеф
Релефът на община Бобовдол е ниско планински, хълмист и равнинен. Тя се намира в историко-географската област Краище.
Средата на общината е заета от историко-географската област Разметаница, която е северозападно продължение на Горната Дупнишка котловина. Релефът на областта е равнинен, слабо наклонен на юг-югоизток и тук южно от село Големо село, в коритото на река Разметаница е най-ниската точка на общината – 482 m н.в. В северната ѝ част е разположен общинският център град Бобов дол. На запад чрез ниска седловина Разметаница се свързва с Кюстендилската котловина, като в пределите на общината (землището на село Горна Козница) попада най-източната ѝ част.
От север, изток и юг историко-географската област Разметаница е заобиколена от Конявска планина. В пределите на общината попадат части от четири от петте дяла на планината. На северозапад, северно от село Горна Козница е югоизточната част на Същинския дял на Конявска планина с височина до 1295 m. На изток от него се намират южните склонове на делът Колош, с връх Колош (1314 м), най-високата точка на общината, разположен северозападно от село Голема Фуча. На североизток и изток от Разметаница, като изпъкнала на североизток дъга се издига източният дял на Конявска планина – Гологлавски височини с връх Манастирище (1094 m). На юг от Републикански път II-62 в пределите на община Бобов дол се простират северните разклонения на южния дял на Конявска планина – т.нар. Поглед планина с връх Поглед (965 m), разположен югоизточно от село Локвата.

#### Води
От север на юг, по източната периферия на Разметаница протича река Разметаница (десен приток на Джерман, от басейна на Струма), която със своя десен приток Бабинска река отводнява над 2/3 от територията на общината. Западната част на общината се отводнява от левия приток на Струма река Лява (Козничка река). На територията на община Бобов дол има изградени няколко микроязовира, по-големи от които са: „Долистово“, „Големо село“ и др., водите на които се използват основно за напояване.

#### Климат
Климатът е преходноконтинентален с влияние на Средиземноморието по поречието на река Струма, а в районите с по-голяма надморска височина – планински. Средната годишна температура е 10.2 °C, а относителната влажност на въздуха – 72%. Средният годишен валеж е 676 л/m². Пролетта започва през първата половина на март със случай на рязко затопляне и при чувствително повишаване на количеството на валежите през април. Лятото е топло и сухо със средни максимални температури 35 – 36 °C към края на юли и началото на август. В определени случай абсолютните максимални температури достигат и до 38 – 39 °C. През първата половина на есента времето е тихо, умерено топло и сухо, но след това рязко застудява и нарастват валежите. Зимата е умерено студена с около 5 – 6 дни валежи на сняг средно за всеки месец. Наблюденията върху количествата на валежите показват, че най-много вали през април – юни и по-малко през октомври – декември.

#### Полезни изкопаеми
Основно богатство на община Бобов дол е Бобовдолският въглищен басейн, който заема площ от 50 – 60 km3 и по запаси на кафяви въглища с напреднала степен на въглефикация е най-големият в страната, като в него са съсредоточени около 60% от запасите на кафяви въглища в България. Възрастта на въгленосните наслаги се приема, че е от края на олигоцена и началото на миоцена. Тези наслаги лежат върху пъстра подложка от еруптивни, кристалинни и седиментни скали. Въгленосните наслаги започват с конгломерати, пясъчници, аргилити и всички преходи между тях, след което идват материалите на въгленосната задруга. Тя е представена от аргилити, пясъчници и въглищни пластове и е с дебелина 90 – 160 m. Покрита е със слабо битуминозни аргилити и пясъчници с обща дебелина 400 – 500 m. На места се срещат и плиоценски наслаги. В тектонско отношение басейнът се отнася към един от най-сложните. Въгленосната задруга съдържа 6 – 7 въглищни пласта с дебелина 1 – 3 m, а на места до 12 m. Дебелината на въглищните пластове и качеството на въглищата се изменят в различните части на басейна. Максималната дълбочина, на която се намират пластовете в дълбоката Бабинска синклинала е около 800 m. В някои участъци са развити долните три пласта, в други само горните. Въглищата имат черен цвят, тъмнокафява черта, смолист до матов блясък, мидест и неравен лом. Пепелното съдържание е много променливо и се движи от 15 до 30%. Въглищата са с високо съдържание на сяра и са склонни към самозапалване. Те са хумусни и имат съвсем малко сапропелити. Басейнът е континентален, лимничен.

## История
Районът на община Бобов дол е обитаван от дълбока древност от траките. В село Бабинска река са открити тракийски скални ниши, уникални за югозападната част на България. На връх Колош има останки от укрепления от ХІІ век /периодът на византийското владичество между Първата и Втората българска държава/. За първи път името Бобов дол се споменава през 1576 г. в османски данъчни документи. През 30-те години на ХІХ век френският геолог Ами Буе посещава района и проучва находищата на каменни въглища. Промишлената разработка на тези находища обаче започва след Освобождението на България от османското владичество. През 1891 г. находището се превръща в държавна мина. През 1917 г. е построена теснолинейна железопътна линия от Дупница до мините. След 1944 г. започва икономически подем. От 1954 г. в местността „Банковица“ започва изграждането на квартал „Миньор“. На 31 октомври 1967 г. селището от градски тип Бобов дол е обявено за град. В периода 1973 – 1975 г. на 10 километра от града, край Големо село се постоява ТЕЦ „Бобов дол“ по линия на Съвета за икономическа взаимопомощ /СИВ/. През 70-те и 80-те години на ХХ век градът преживява своя икономически и демографски разцвет – в него идват на работа хора от всички краища на страната и дори от чужбина /най-многобройни са групите работници от Никарагуа в средата на 80-те години/. По време на Възродителния процес /1984 – 1989 г./ в града са принудително заселени известен брой семейства на български турци от районите на Кърджали и Лудогорието. След 1989 г. икономическият хаос в страната се отразява пагубно на икономиката на града, чиито мини се разграбват и подготвят за приватизация. В резултата на икономическия упадък голяма част от населението емигрира към други градове на страната и чужбина /главно в Италия и Испания/.

## Население

### Етнически състав (2011)
Численост и дял на етническите групи според преброяването на населението през 2011 г.:
|                     | Численост | Дял (в %) |
| Общо                | 9067      | 100,00    |
| Българи             | 8 082     | 89,14     |
| Турци               | 48        | 0,53      |
| Цигани              | 290       | 3,20      |
| Други               | 37        | 0,40      |
| Не се самоопределят | 31        | 0,34      |
| Неотговорили        | 579       | 6,39      |

### Демографска характеристика
За периода от 1 януари 1994 г. до 31 декември 1998 г. родените деца са 830, а починалите лица са 1631. Механичният прираст е -228, а естественият – 127. За периода 1991 – 1999 г. са родени 945 деца, починали са 1861 души. Естественият прираст е -102, а механичният – 170 души годишно. Данните показват увеличена миграция (характерна изключително за младите хора) и смъртност през последните няколко години.
Миграционните процеси, ниската раждаемост и високата смъртност влошават възрастовата структура на населението в общината. Младите хора до 30-годишна възраст са около 2378 души, пенсионерите са 3480.
Броят на лицата в трудоспособна възраст е около 6912, от тях 3220 са заети в промишлеността, 190 – в строителството, 150 – в селското стопанство, 200 – в търговията, 250 – в образованието, 205 – в здравеопазването, 80 – в управлението.

### Населени места
Общината има 18 населени места с общо население 6862 жители към 7 септември 2021 г.
| Населено място  | Население (2021 г.) | Площ на землището km2 | Забележка (старо име) | Населено място | Население (2021 г.) | Площ на землището km2 | Забележка (старо име)           |
| --------------- | ------------------- | --------------------- | --------------------- | -------------- | ------------------- | --------------------- | ------------------------------- |
| Бабино          | 164                 | 10,542                |                       | Коркина        | 157                 | 19,343                |                                 |
| Бабинска река   | 83                  | 3,192                 |                       | Локвата        | 4                   | 3,629                 |                                 |
| Блато           | 19                  | 7,087                 |                       | Мала Фуча      | 109                 | 6,579                 |                                 |
| Бобов дол       | 4283                | 18,286                |                       | Мали Върбовник | 52                  | 7,919                 |                                 |
| Голема Фуча     | 77                  | 14,963                |                       | Мало село      | 257                 | 8,498                 |                                 |
| Големо село     | 428                 | 15,124                |                       | Мламолово      | 579                 | 16,670                |                                 |
| Голям Върбовник | 112                 | 12,875                | Големи Върбовник      | Новоселяне     | 39                  | 6,873                 |                                 |
| Горна Козница   | 85                  | 25,401                |                       | Паничарево     | 52                  | 7,037                 |                                 |
| Долистово       | 262                 | 10,157                |                       | Шатрово        | 100                 | 12,013                |                                 |
|                 |                     |                       |                       | ОБЩО           | 6862                | 206,188               | няма населени места без землища |

## Административно-териториални промени
- Указ № 423/обн. 6 април 1949 г. – признава н.м. Альов гроб (от с. Вуково, сега в община Бобошево) за отделно населено място – с. Локвата;
- Указ № 230/обн. 22 май 1950 г. – признава н.м. Бабинска река (от с. Новоселяне) за отделно населено място – с. Бабинска река;
- Указ № 596/обн. 24 август 1965 г. – признава с. Бобов дол за с.гр.т. Бобов дол;
- Указ № 959/обн. 28 декември 1965 г. – заличава с. Крушовица поради изселване;
- Указ № 960/обн. 4 август 1966 г. – уточнява името на с. Големи Върбовник на с. Голям Върбовник;
- Указ № 788/обн. 31 октомври 1967 г. – признава с.гр.т. Бобов дол за гр. Бобов дол.

## Транспорт
През територията на община Бобов дол преминава последният участък от 13 km от трасето на жп линията Дупница – Бобов дол.
През общината преминават частично 4 пътя от Републиканската пътна мрежа на България с обща дължина 44,8 km:
- участък от 5,5 km от Републикански път II-62 (от km 23,3 до km 28,8);
- последният участък от 16,8 km от Републикански път III-602 (от km 11,5 до km 28,3);
- участък от 20,3 km от Републикански път III-623 (от km 0,7 до km 21,0);
- началният участък от 2,2 km от Републикански път III-6232 (от km 0 до km 2,2).

## Топографска карта
- Лист от карта K-34-58. Мащаб: 1 : 100 000.
- Лист от карта K-34-59. Мащаб: 1 : 100 000.
- Лист от карта K-34-70. Мащаб: 1 : 100 000.
- Лист от карта K-34-71. Мащаб: 1 : 100 000.